# Robyn Wiegman
Robyn Wiegman (* 1958) ist eine US-amerikanische Literaturwissenschaftlerin und Hochschullehrerin, die auch in den Feldern der Gender-, Frauen- und Sexualitätsforschung tätig ist.

## Leben
Geboren 1958, machte Wiegman 1981 ihren Bachelor of Arts in Frauenforschung und 1984 ihren Master of Fine Arts in Poesie, beides an der Indiana University Bloomington. 1988 folgte ihr Ph.D. in amerikanischer Literatur von der University of Washington. Anschließend arbeitete sie als Dozentin an der Syracuse University, der Indiana University und der University of California, Irvine. Dort war sie von 1997 bis 2000 Studiengangsleiterin für Frauenforschung. Parallel war sie von 1998 bis 2004 Co-Direktorin des Dartmouth Summer Institute on American Studies. Im Jahr 2000 wurde sie scholar in residence für Gender, Sexuality & Feminist Studies am Trinity College of Arts and Sciences der Duke University und wurde ein Jahr später als associate professor für Frauenforschung übernommen, eine Position, die sie bis 2005 innehatte. Von 2001 bis 2007 war sie zudem Studiengangskoordinatorin für Frauenforschung, von 2002 bis 2011 associate professor in Literaturwissenschaften. Parallel hatte sie ab 2006 die Professor für Frauenforschung inne. Seit 2012 ist sie am Trinity College of Arts and Sciences Professorin für Literaturwissenschaften, von 2018 bis 2021 parallel Professorin für Gender, Sexuality & Feminist Studies. 2015 war sie für einige Zeit Fulbright-Gastdozentin an der Universität Neapel L’Orientale.
Wiegman arbeitet unter anderem auf den Feldern der Filmwissenschaft, der Medienwissenschaft, der American Studies, der Feminismustheorie, der Queer-Theorie und der Critical Race Theory. Sie veröffentlichte mehrere Monografien und Herausgeberschaften. 1995 widmete sie sich in ihrer ersten Monografie American Anatomies: Theorizing Race and Gender der Analyse gesellschaftlicher, auf race und gender begründeter Hierarchien und ihrer Auswirkungen. In ihrer zweiten Monografie Object Lessons arbeitete Wiegman eine umfassende interdisziplinäre Metaanalyse der Felder der sogenannten identity studies – Gender Studies, African American studies, Queer-Theorie usw. – mit besonderem Augenmerk auf die kritische Methodik (Critical Race Theory usw.) und politischen Untertönen in der Forschungsarbeit heraus. Unter ihren Herausgeberschaften befindet sich unter anderem eine Anthologie zu der Frage, inwiefern externe Person für eine marginalisierte Gruppe sprechen können oder nicht (Who Can Speak?: Authority and Critical Identity, mit Judith Roof, 1995). Mit Donald Pease gab sie 2002 ein Sammelband mit Aufsätzen über eine von den identity studies geprägte Ausrichtungsweise der American Studies heraus. Im gleichen Jahr veröffentlichte sie allein eine Anthologie mit Aufsätzen zum Thema Frauenforschung, über das David L. Sterling in einer Rezension meinte, es sei „schwer zusammenzufassen“, laufe aber auf die Konstruktion eines modellhaften Frauenforschungsstudiengangs hinaus.

## Auszeichnungen
- 2016: College of Arts and Sciences Distinguished Alumni Award der Indiana University[3]

## Werke
Monografien
- American Anatomies. Theorizing Race and Gender. Duke University Press, Durham 1995, ISBN 0-8223-1576-9.
- Object Lessons. Duke University Press, Durham 2012, ISBN 978-0-8223-5146-7.

Herausgeberschaften
- mit Diane Elam (Hrsg.): Feminism Beside Itself. Routledge, Abingdon 1995, ISBN 0-415-91041-2.
- mit Judith Roof (Hrsg.): Who Can Speak? Authority and Critical Identity. University of Illinois Press, Champaign 1995, ISBN 0-252-06487-9.
- Thomas E. Yingling: AIDS and the National Body. Duke University Press, Durham 1997, ISBN 0-8223-1977-2.
- mit Elena Glasberg (Hrsg.): Literature and gender: thinking critically through fiction, poetry, and drama. Longman, New York City 1999, ISBN 0-321-01260-7.
- Women’s Studies on Its Own. A Next Wave Reader in Institutional Change. Duke University Press, Durham 2002, ISBN 0-8223-2950-6.
- mit Donald Pease (Hrsg.): The Futures of American Studies. Duke University Press, Durham 2002, ISBN 0-8223-2957-3.